# Карвацкий, Виталий Сергеевич
Виталий Сергеевич Карвацкий (укр. Віталій Сергійович Карвацький, позывной — Турист; 22 октября 1999, Днепропетровск — 11 июня 2025, Харьковская область) — украинский военнослужащий, младший сержант, участник российско-украинской войны. Герой Украины (2025, посмертно).

## Биография
Родился в Днепропетровске. Окончил исторический факультет Львовского национального университета имени Ивана Франко. С началом полномасштабного вторжения России в Украину добровольно вступил в территориальную оборону. Служил в 125-й отдельной бригаде территориальной обороны Львова, впоследствии продолжил службу в составе 3-й отдельной штурмовой бригады.
В 2022–2025 годах участвовал в боевых действиях на различных направлениях фронта. С апреля 2024 года выполнял задачи в качестве оператора ударных FPV-дронов. По информации из открытых источников, за время службы уничтожил значительное количество вражеской техники и живой силы.
11 июня 2025 года погиб в результате атаки российского дрона во время передвижения в зоне боевых действий на Харьковском направлении. Похоронен на Лычаковском кладбище во Львове.

## Награды
- Звание «Герой Украины» с удостоением ордена «Золотая Звезда» (19 июля 2025, посмертно) — за личное мужество и героизм, проявленные в защите государственного суверенитета и территориальной целостности Украины, верность военной присяге[5].
- Орден «За мужество» III степени (24 января 2023) — за личное мужество и самоотверженные действия, проявленные в защите государственного суверенитета и территориальной целостности Украины, верность военной присяге[6].